# Zelimkhan Khadjiev
Zelimkhan Khadjiev, född 20 maj 1994 i Ryssland, är en fransk brottare som tävlar i fristil.

## Karriär
Vid EM 2025 i Bratislava tog Khadjiev silver i 79 kg-klassen efter en finalförlust mot Achmed Usmanov.